# Condado de Pulaski (Virginia)
El condado de Pulaski (en inglés: Pulaski County), fundado en 1839, es uno de 95 condados del estado estadounidense de Virginia. En el año 2000, el condado tenía una población de 35,127 habitantes y una densidad poblacional de 42 personas por km². La sede del condado es Pulaski.

## Geografía
Según la Oficina del Censo, el condado tiene un área total de 855 km² (330,1 mi²), de la cual 831 km² (320,8 mi²) es tierra y 0 km² (0 mi²) (2.74%) es agua.

### Condados adyacentes
- Condado de Bland (noroeste)
- Condado de Giles (norte)
- Condado de Montgomery (noreste)
- Radford (noreste)
- Condado de Floyd (sureste)
- Condado de Carroll (sur)
- Condado de Wythe (suroeste-oeste)

## Demografía
Según la Oficina del Censo en 2000, los ingresos medios por hogar en el condado eran de $33,873, y los ingresos medios por familia eran $42,251. Los hombres tenían unos ingresos medios de $30,712 frente a los $21,596 para las mujeres. La renta per cápita para el condado era de $18,973. Alrededor del 13.10% de la población estaban por debajo del umbral de pobreza.

## Localidades
- Dublín
- Pulaski

### Comunidades no incorporadas
- Belspring
- Caseknife
- Claytor Lake
- Draper
- Fairlawn
- Hiwassee
- Newbern
- New River
- Parrott
- Snowville
- Werno